# Dulzura schoenerae
Dulzura schoenerae is een vlokreeftensoort uit de familie van de Hadziidae. De wetenschappelijke naam van de soort is voor het eerst geldig gepubliceerd in 1973 door fox.